# Torgjer Kleppe

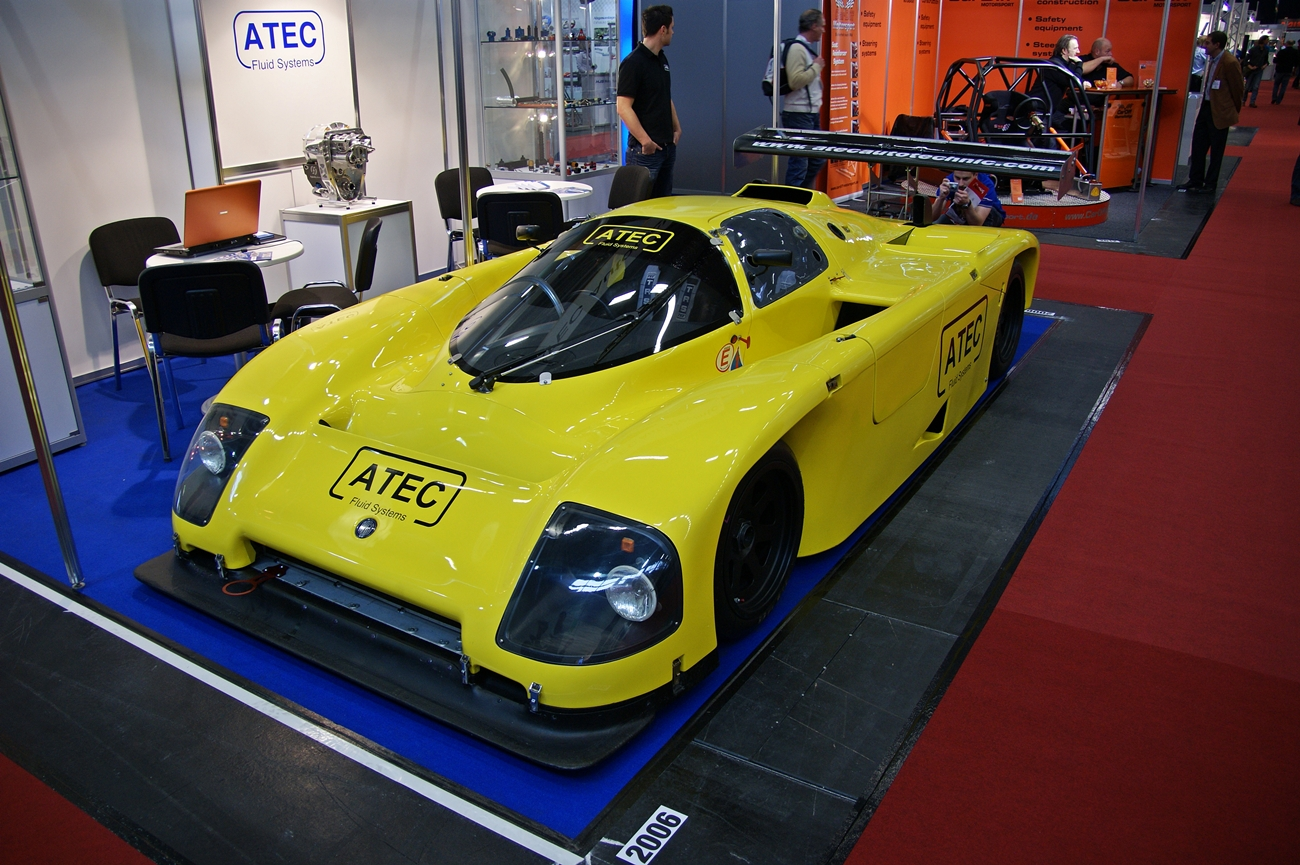
Auf einem Argo JM19 bestritt Torgjer Kleppe das 24-Stunden-Rennen von Le Mans 1986

Torgjer Kleppe  (* 22. Februar 1952 in Klepp) ist ein ehemaliger norwegischer Autorennfahrer.

## Karriere als Rennfahrer
Torgjer Kleppe war Mitte der 1980er-Jahre im Sportwagensport aktiv. Gemeinsam mit seinem Landsmann Martin Schanche bestritt er für dessen Rennteam beinahe die gesamte Saison der Sportwagen-Weltmeisterschaft 1986, mit der Teilnahme am 24-Stunden-Rennen von Le Mans als Höhepunkt. Beste Platzierung war der 28. Gesamtrang beim letzten Rennen des Jahres in Fuji. 

## Statistik

### Le-Mans-Ergebnisse
| Jahr | Team                         | Fahrzeug  | Teamkollege    | Teamkollege     | Platzierung | Ausfallgrund |
| ---- | ---------------------------- | --------- | -------------- | --------------- | ----------- | ------------ |
| 1986 | Lucky Strike Schanche Racing | Argo JM19 | Martin Birrane | Martin Schanche | Ausfall     | Motorschaden |

### Einzelergebnisse in der Sportwagen-Weltmeisterschaft
| Saison | Team            | Rennwagen | 1   | 2   | 3   | 4   | 5   | 6   | 7   | 8   | 9   |
| ------ | --------------- | --------- | --- | --- | --- | --- | --- | --- | --- | --- | --- |
| 1986   | Schanche Racing | Argo JM19 | MON | SIL | LEM | NÜN | BRH | JER | NÜR | SPA | FUJ |
| 1986   | Schanche Racing | Argo JM19 |     |     | DNF |     | DNF | DNF | DNF | DNF | 26  |